# Odalisques
Les Odalisques sont une série de tableaux réalisés par le peintre français Henri Matisse de 1921 à 1928, notamment au cours de l'hiver 1922-1923. Inspirées par ses voyages au Maghreb, ces œuvres orientalisantes de sa période niçoise permettent à l'artiste de se confronter à deux aspects essentiels de son esthétique : figures et décors. Elles représentent des odalisques dans des intérieurs chargés de motifs colorés. Les cheveux noirs, les jeunes femmes y apparaissent dans toutes sortes de postures, parfois vêtues et parfois seins nus, mais jamais entièrement dévêtues. Henriette Darricarrère est le modèle privilégié par Matisse pour ce cycle désormais dispersé de par le monde, et qui comprend l'œuvre du maître la plus chère jamais vendue : Odalisque aux magnolias, de 1923, conservée dans une collection privée.

## Tableaux

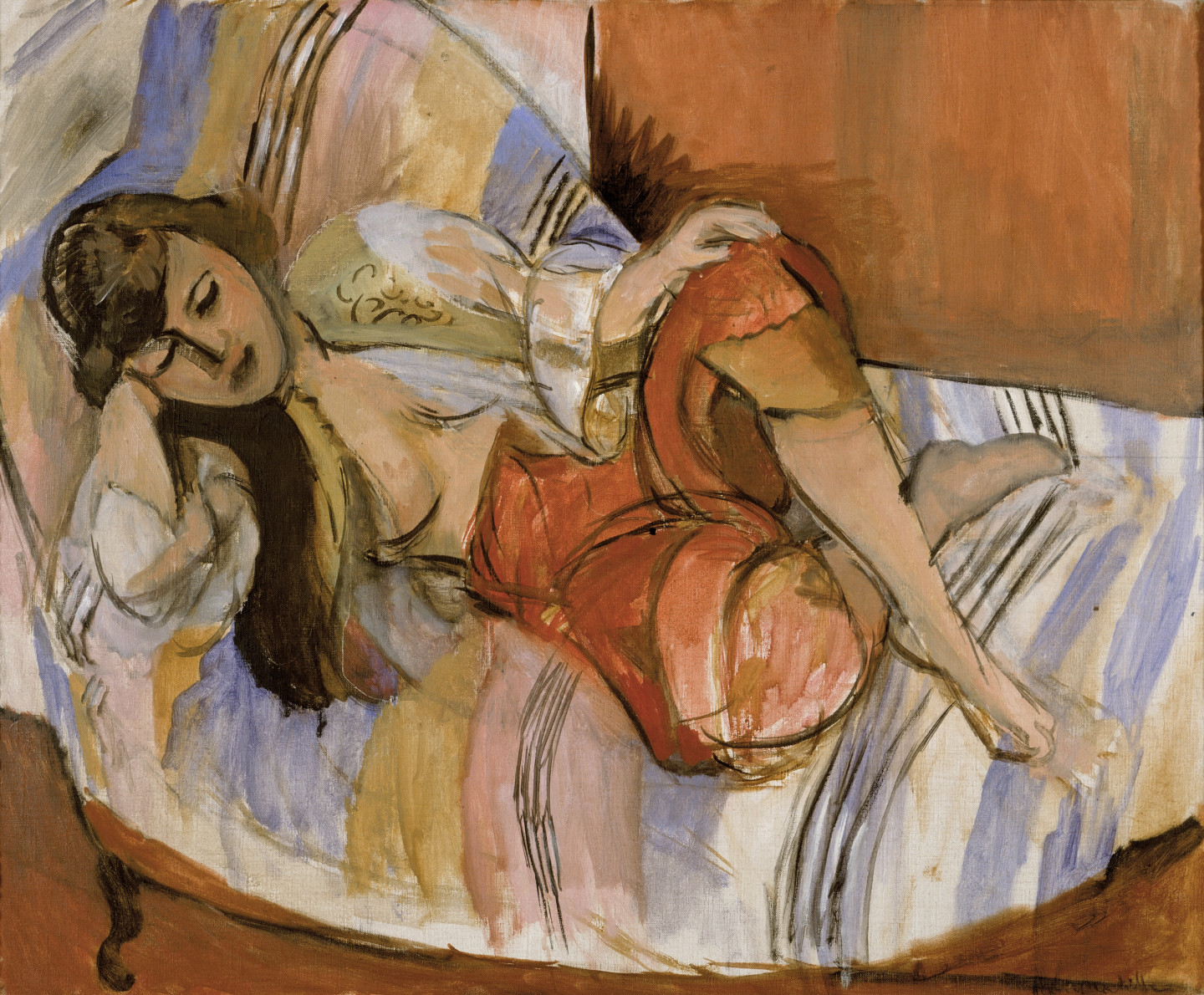
Odalisque, 1920-1921 – Stedelijk Museum Amsterdam, Amsterdam.
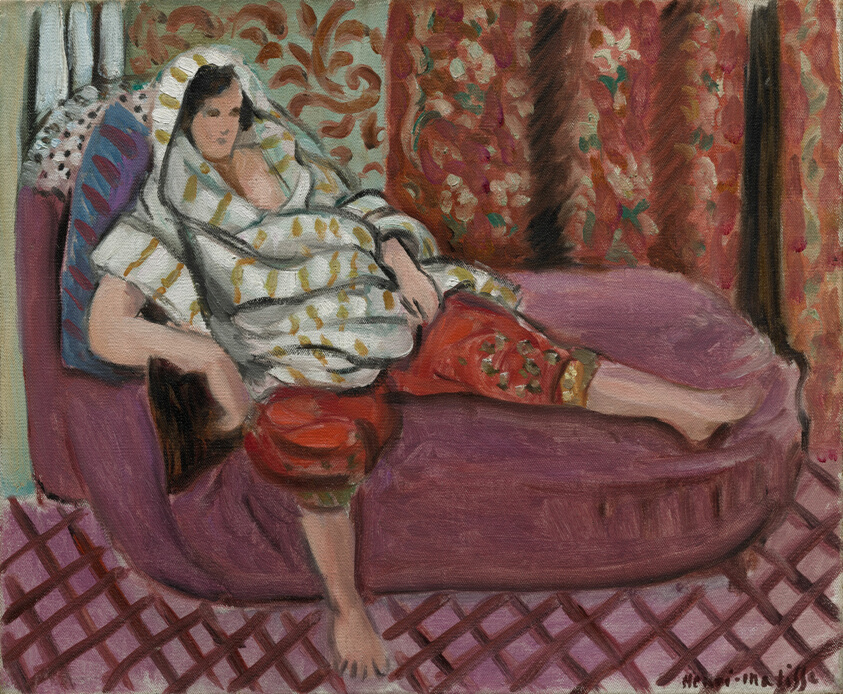
Femme au divan rose, 1921 – Art Institute of Chicago, Chicago.
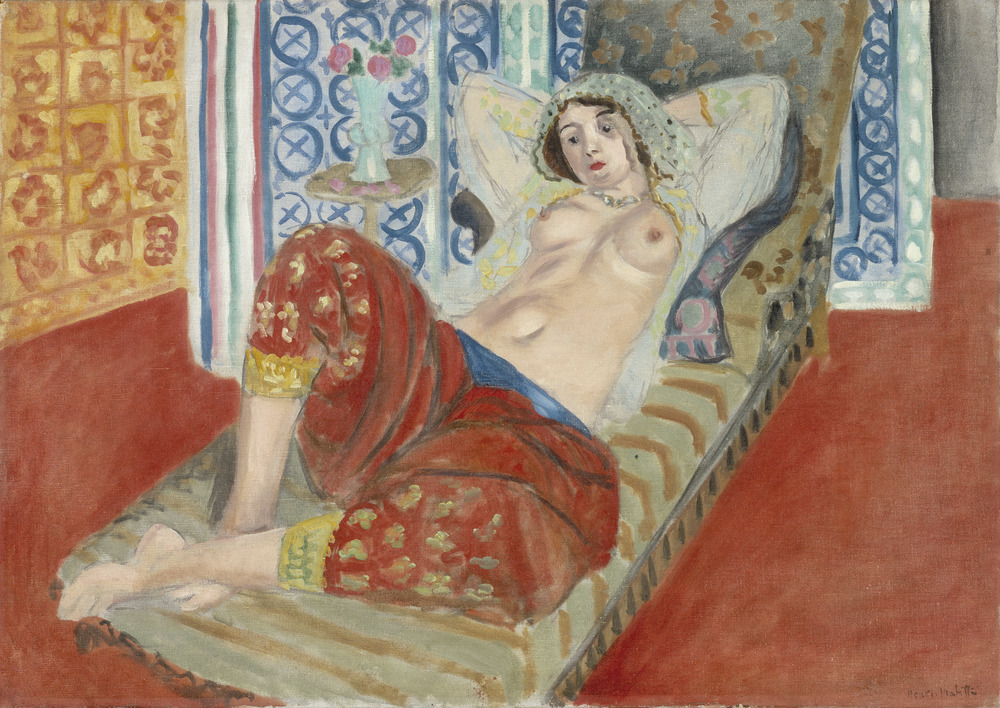
Odalisque à la culotte rouge, 1921 – Musée national d'Art moderne, Paris.
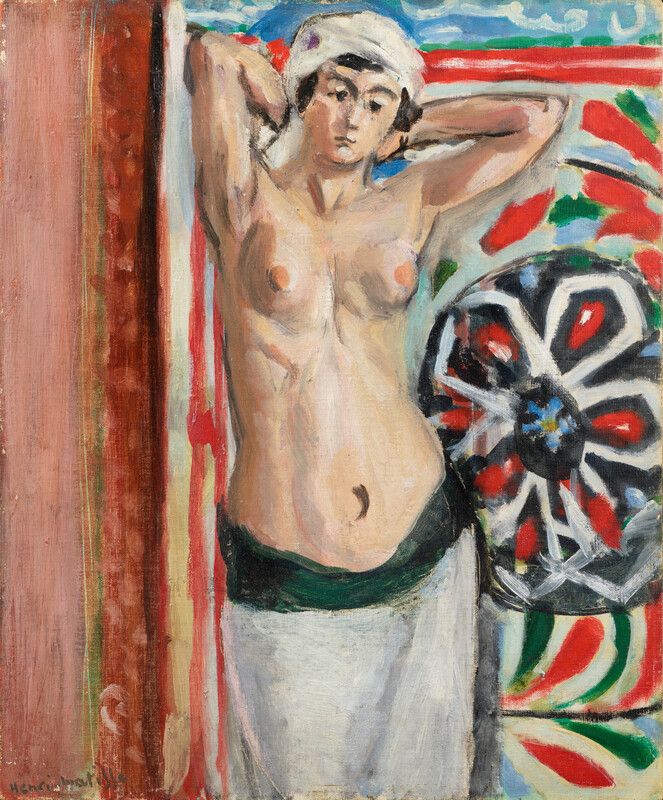
Odalisque aux bras levés, 1921 – Musée Artizon, Tokyo.
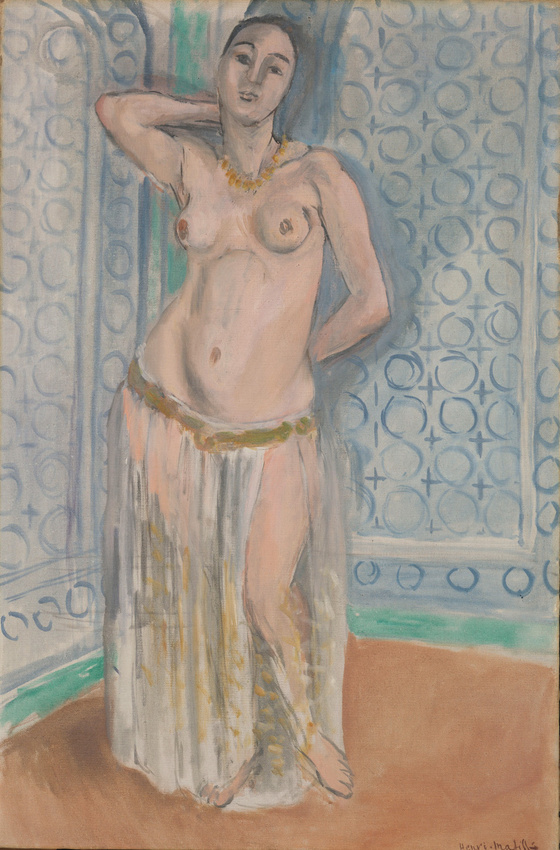
Odalisque bleue, 1921-1922 – Musée de l'Orangerie, Paris.
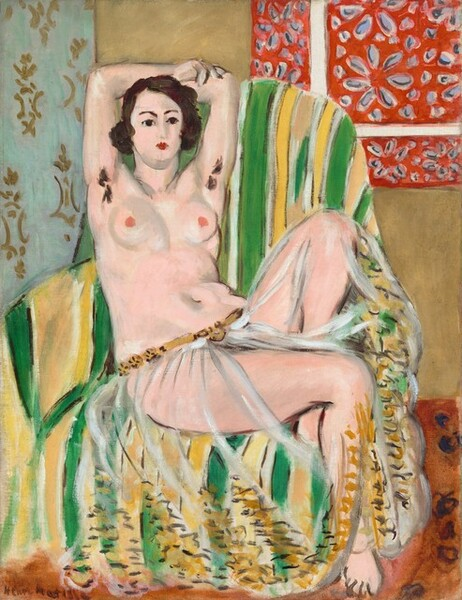
Odalisque aux bras levés, 1923 – National Gallery of Art, Washington.
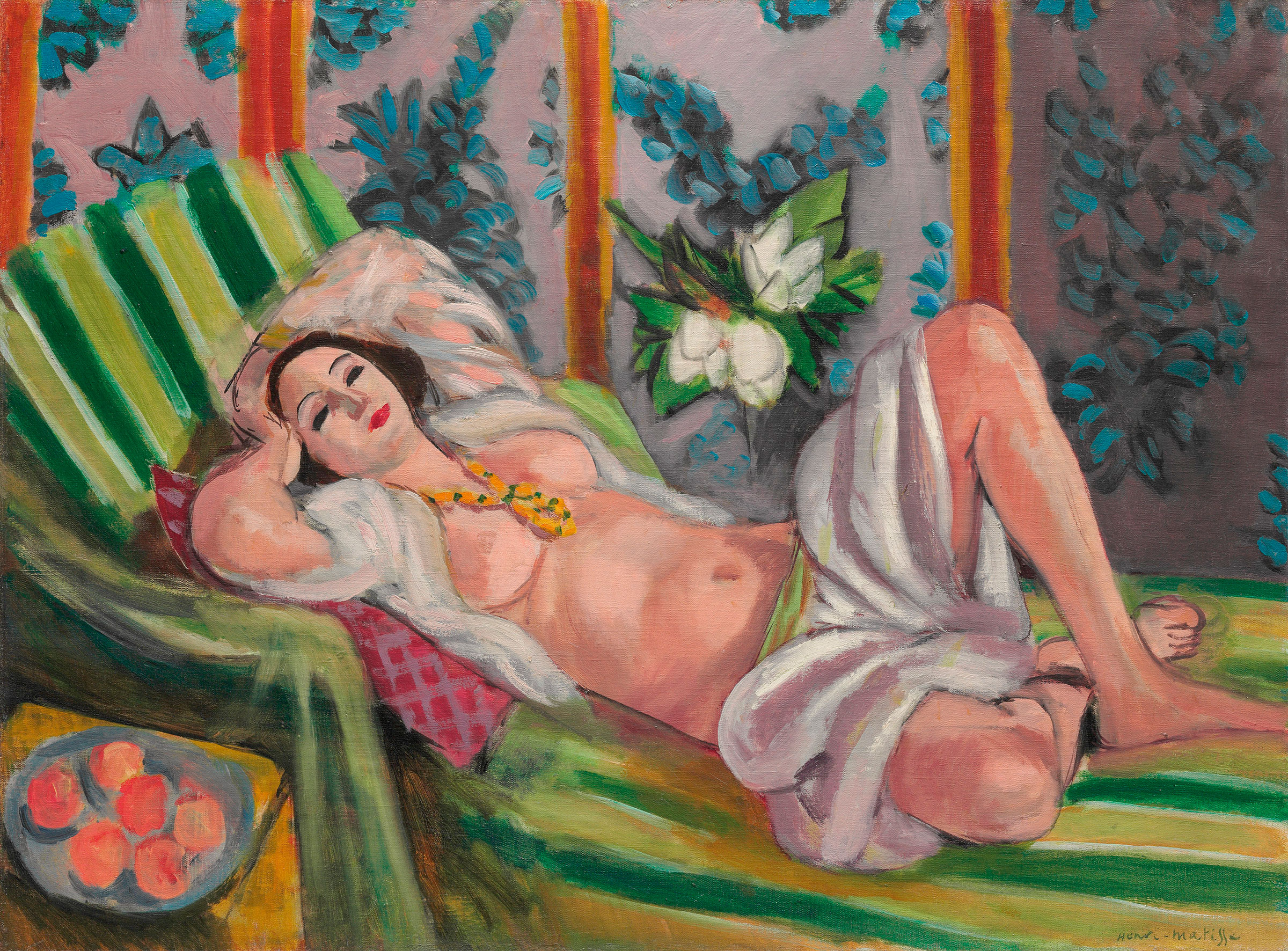
Odalisque aux magnolias, 1923 – Collection privée.
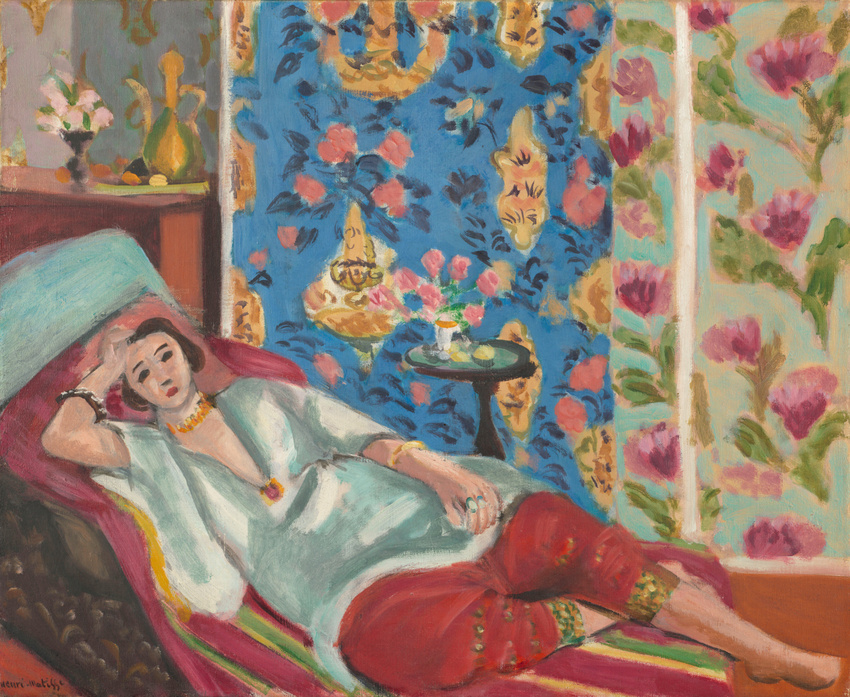
Odalisque à la culotte rouge, 1924-1925 – Musée de l'Orangerie, Paris.
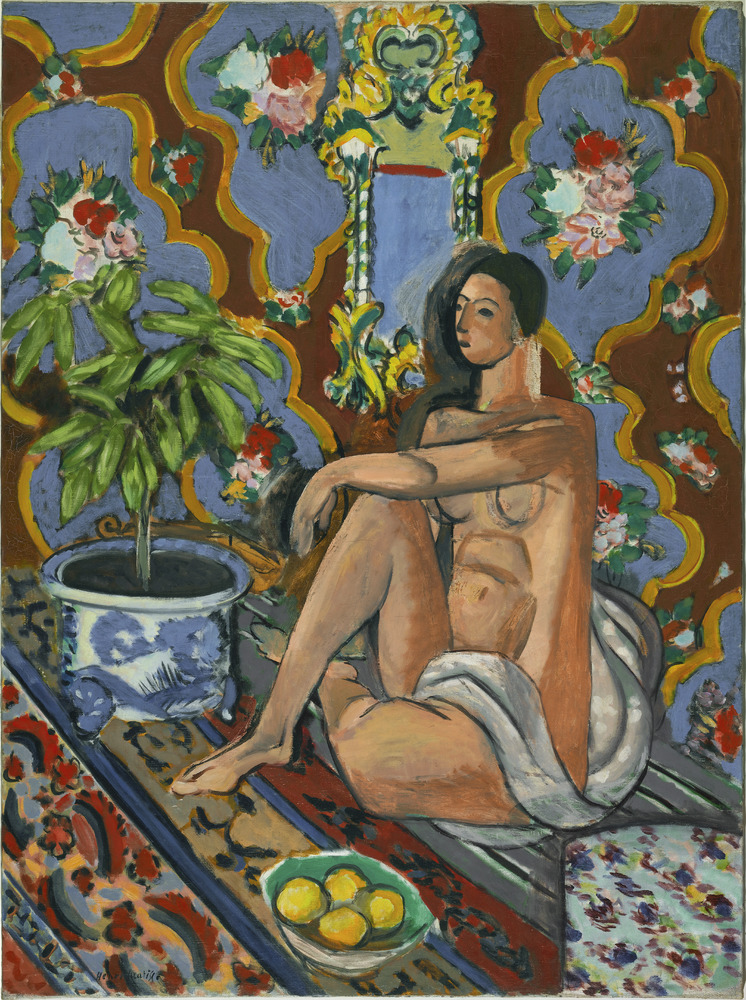
Figure décorative sur fond ornemental, 1925 – Musée national d'Art moderne, Paris.
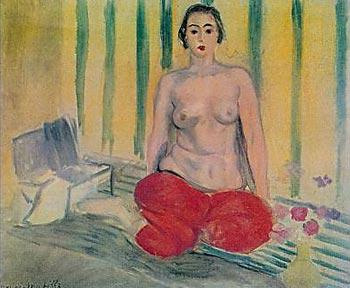
L'Odalisque au pantalon rouge, 1925 – Musée d'Art contemporain de Caracas, Caracas.
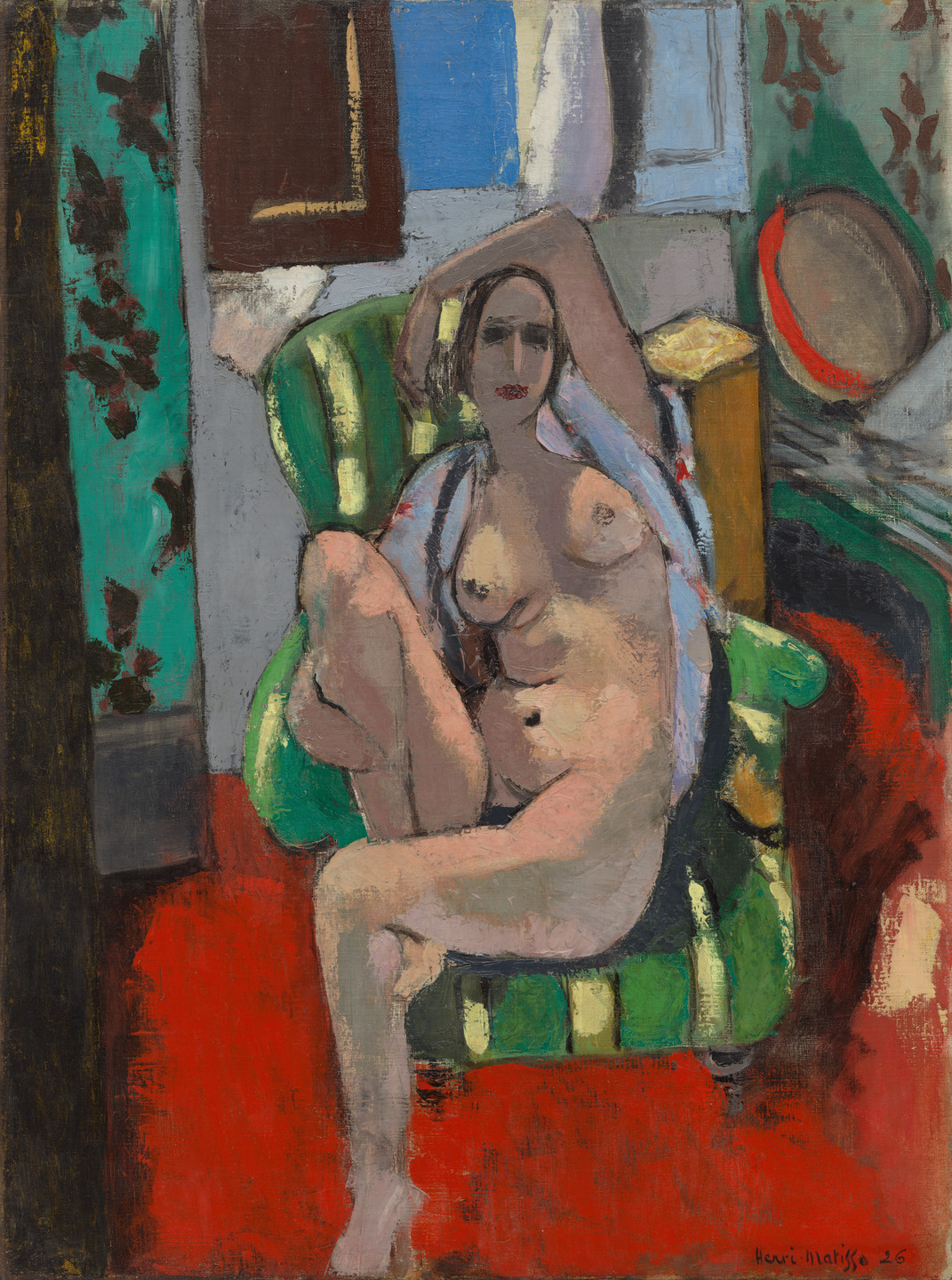
Odalisque au tambourin, 1925-1926 – Museum of Modern Art, New York.
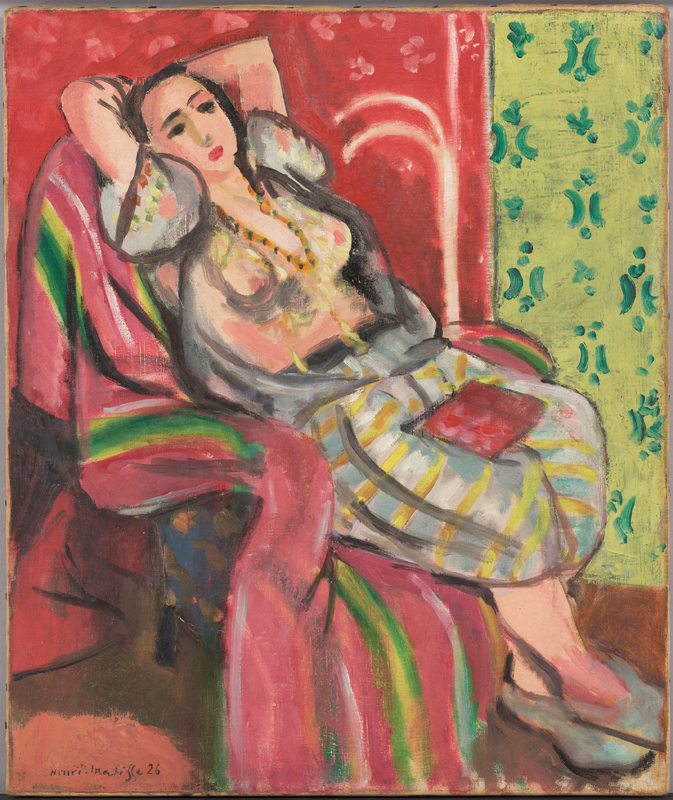
Odalisque, 1926 – Musée Artizon, Tokyo.
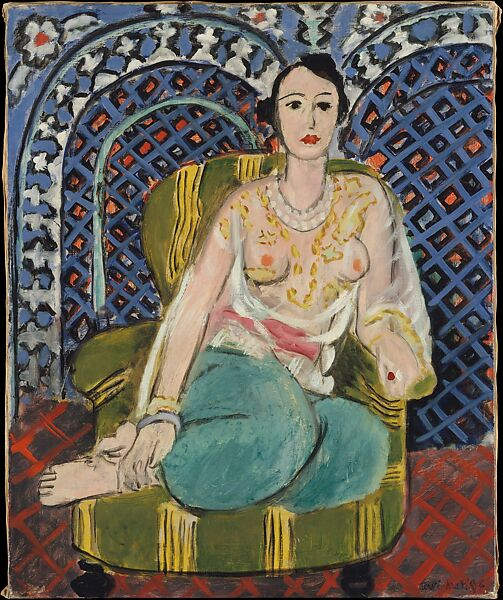
Odalisque assise, 1926 – Metropolitan Museum of Art, New York.
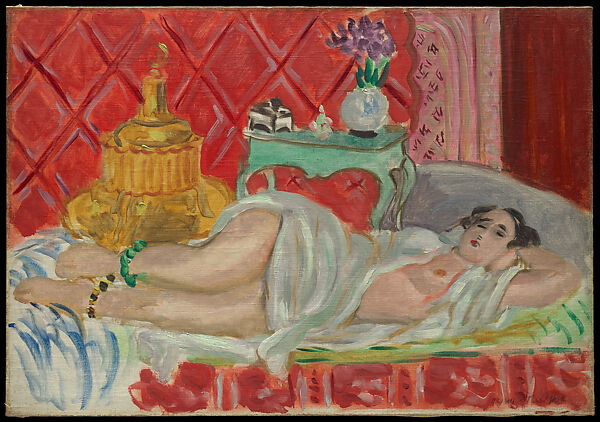
Odalisque, harmonie rouge, 1926-1927 – Metropolitan Museum of Art, New York.
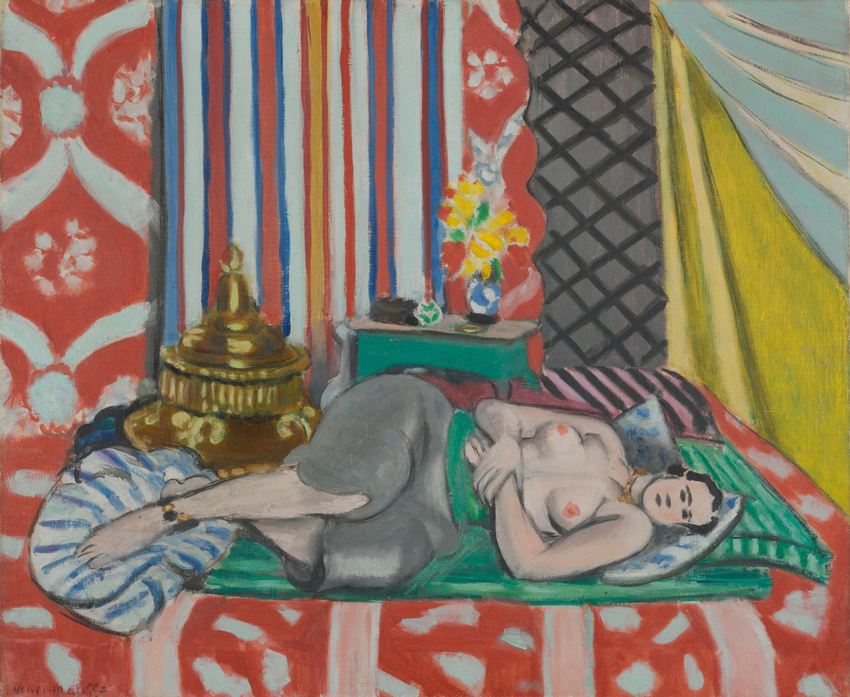
Odalisque à la culotte grise, vers 1927 – Musée de l'Orangerie, Paris.
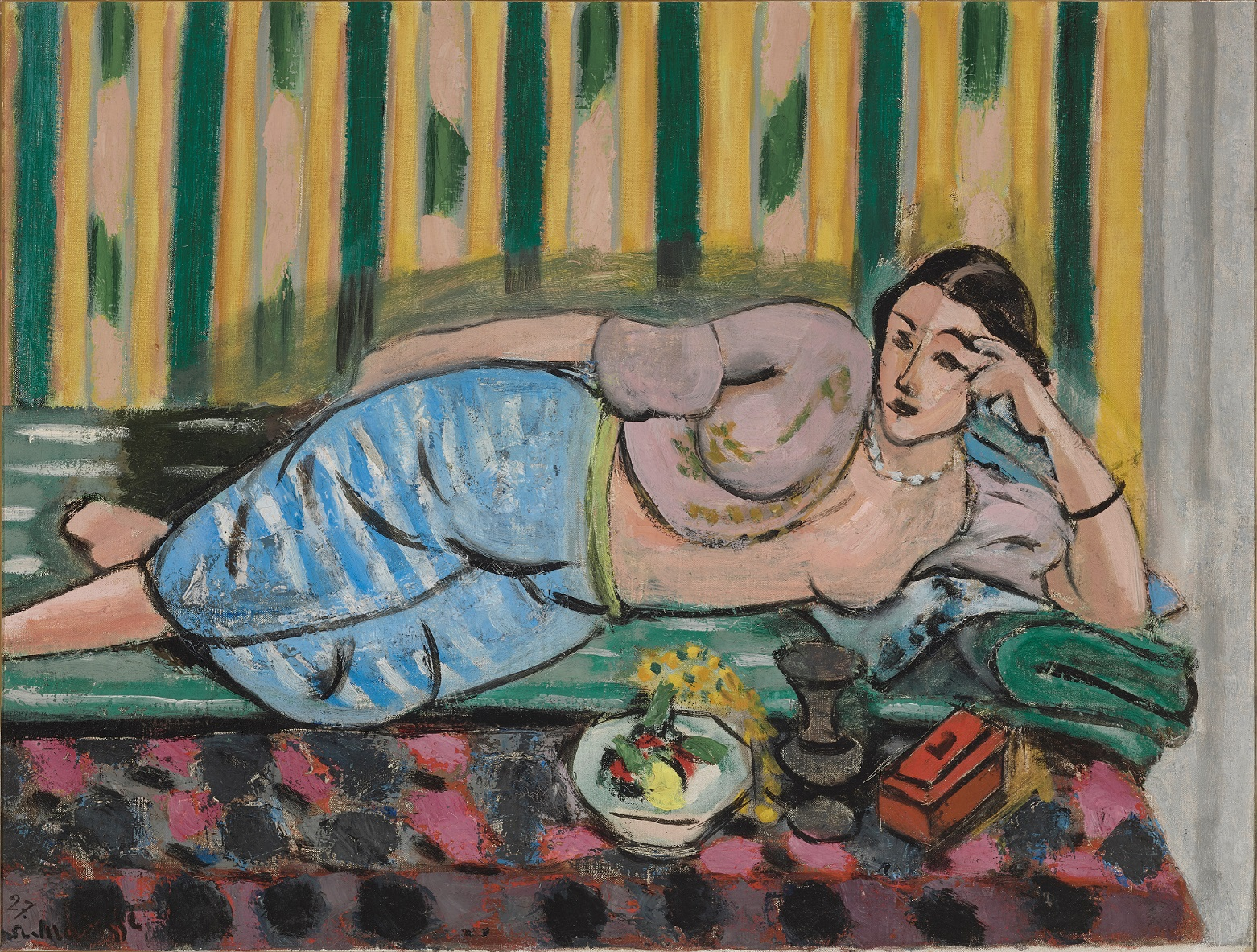
Odalisque au coffret rouge, 1927 – Musée Matisse de Nice, Nice.
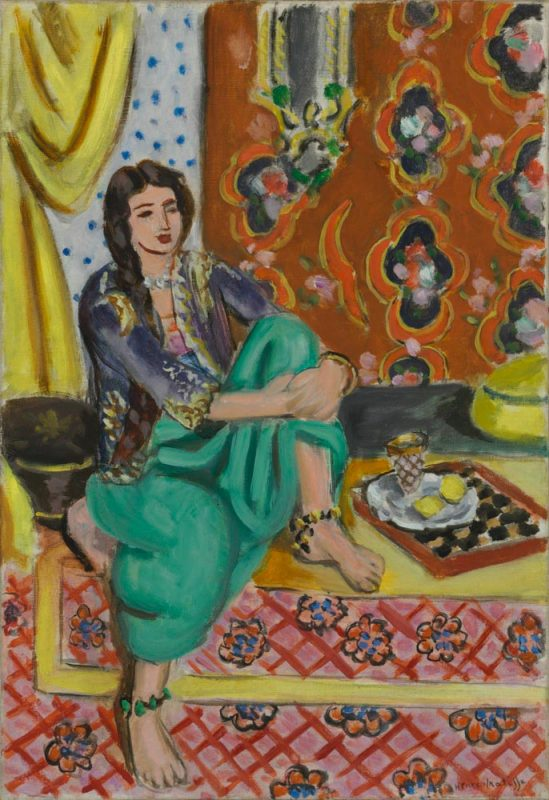
Odalisque assise, genou gauche replié, fond ornamental et damier, 1928 – Musée d'Art de Baltimore, Baltimore.
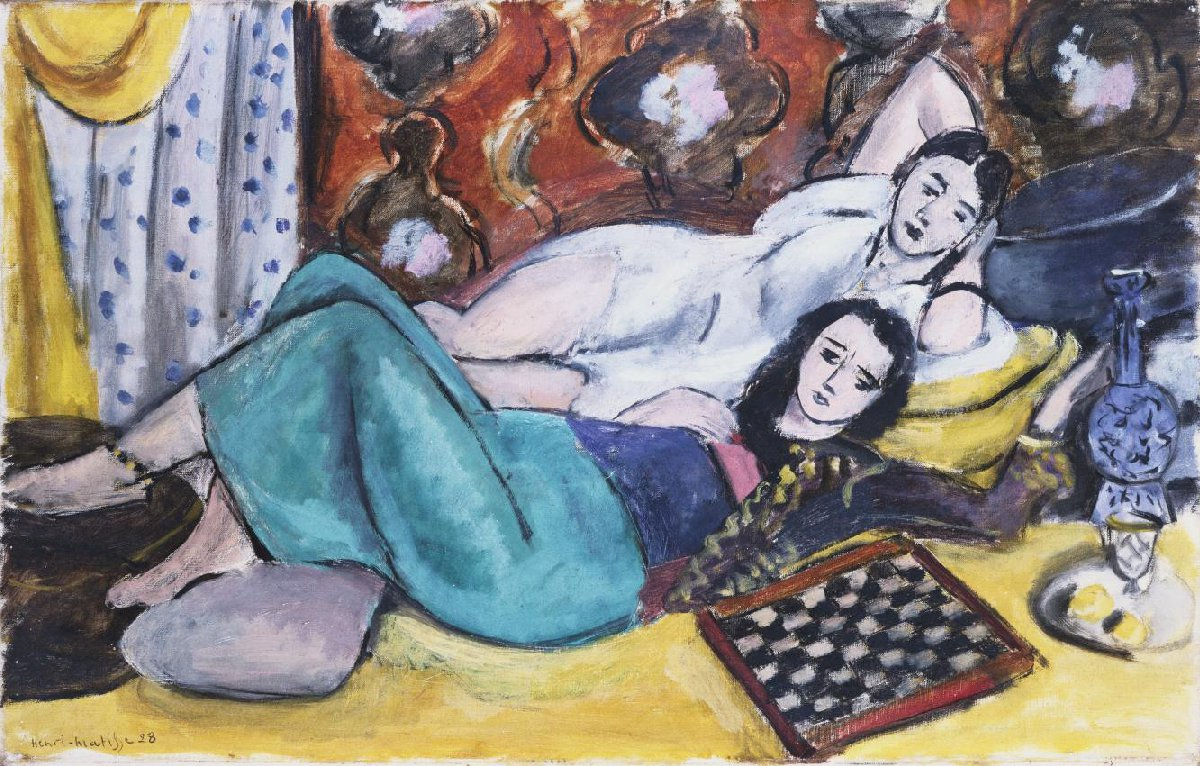
Le Repos des modèles, 1928 – Philadelphia Museum of Art, Philadelphie.